# Vasco da Ponte
Vasco da Ponte, nacido en 1470 y difunto en 1535, fue un historiador y genealogista gallego, autor de la Relación dalgunhas casas e liñaxes do Reino de Galiza, obra que constituye una de las fuentes historiográficas básicas para la historia medieval de la península ibérica.

## Trayectoria

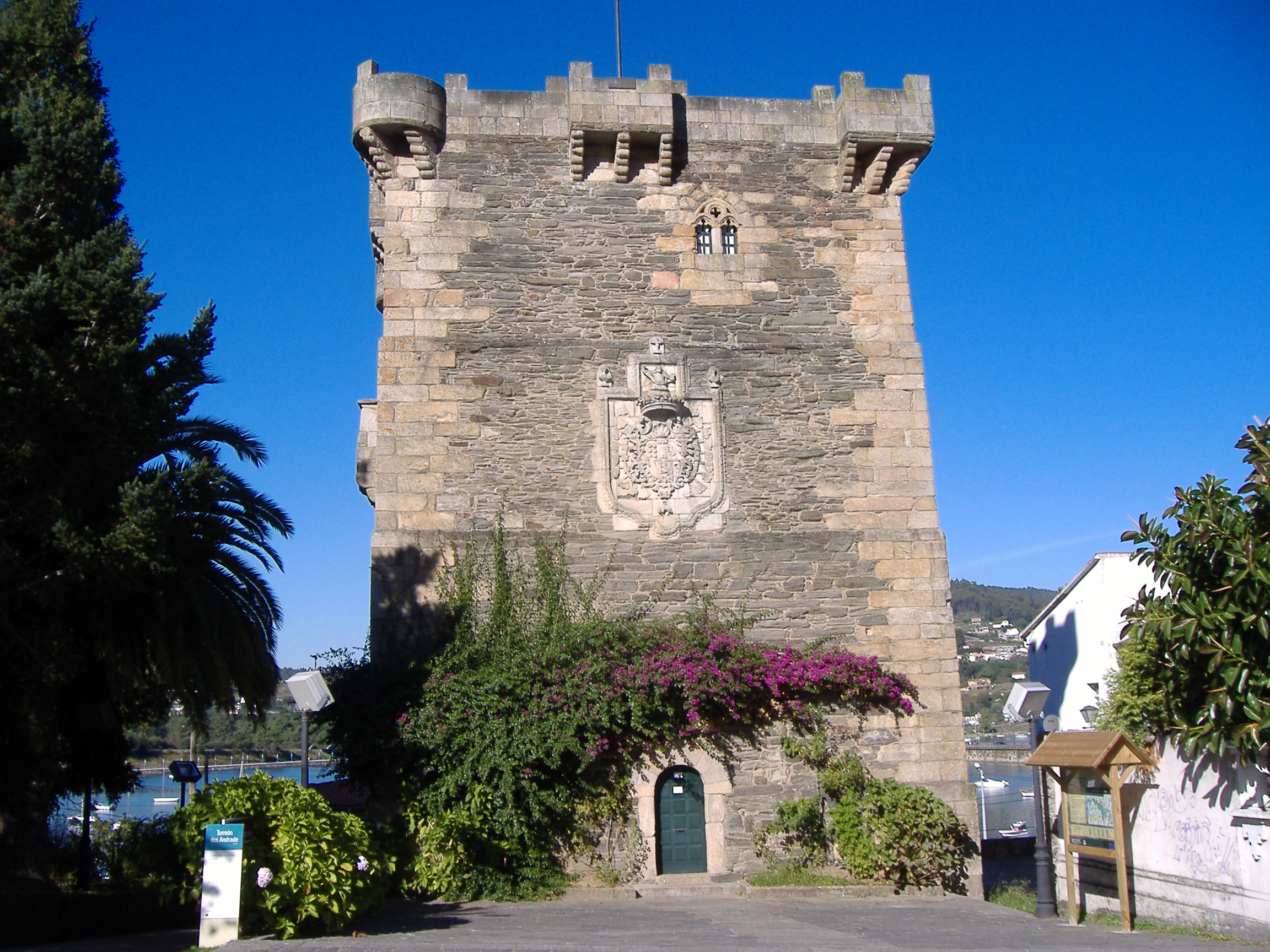
Torreón dos Andrade.

Son muy escasos los datos vitales sobre el autor, e incluso la ortografía correcta de su nombre es objeto de controversia. La forma más utilizada fue Vasco de Aponte, seguido por el Vasco da Ponte y, en un momento, que aparece citado como Vascus Aegidius de Aponte por el erudito del siglo XVIII, Nicolás Antonio.
Se supone que el autor era natural y residente en la La Coruña, pues en ella se documentan varias personalidades que llevaban por esta época el apellido, incluyendo dos homónimos, padre e hijo, de los que el primero era, a comienzos del siglo XVI, regidor de la ciudad herculina. Se sabe con seguridad que Vasco da Ponte estaba al servicio de Fernando de Andrade, conde de Villalba y de Andrade, de la poderosa Casa de Andrade, ya que él incluso lo afirma: "don Fernando de Andrade, mi señor". Los datos permiten estabelecer que debió vivir entre 1470 y 1535, fecha que se deduce de las escasas dataciones que el autor incluye en el texto, de las que se induce que alrededor de esa época estaba redactando el libro.
Desde que Benito Vicetto había rescatado su obra en 1872 se creyó que el lugar de nacimiento de Vasco de la Ponte fue Puentedeume. Sin embargo, el antropólogo e investigador Carlos Alberto Lareo defiende que los Vasco da Ponte fueron una familia adinerada procedente del lugar de Ponte, en la parroquia de Oseiro (Arteijo). El documento que lo demuestra se encontró en el Archivo de Simancas, y fue titulado Heredades de Vasco da Ponte. Está fechado el 28 de junio de 1483 en Santo Domingo de la Calzada y menciona claramente las posesiones familiares que esta figura tenía en las feligresías de San Tirso de Oseiro y Santiago de Arteijo (ambas parroquias pertenecientes al ayuntamiento de Arteijo). En concreto, el documento encontrado habla de una heredad que está en el lugar de Ponte (perteneciente a la parroquia de Oseiro), siendo este nombre que le dará el apellido distintivo al autor.

## A Relación

### Manuscritos y ediciones
La obra de Vasco da Ponte se conservó en diversos manuscritos, custodiados en la actualidad en archivos diferentes: Biblioteca de Ajuda de Lisboa, Biblioteca Nacional de Madrid, Fundación Barrié de la Maza, Archivo Histórico Municipal de La Coruña, Archivo Histórico Nacional en Simancas y Madrid etc. La primera edición moderna fue realizada por Benito Vicetto en Historia de Galicia en 1872. En 1986 se hizo una edición crítica, que comparaba las diversas variantes manuscritas y ediciones impresas. En 2008 Clodio González hizo una nueva edición en gallego.

### Idioma
Da Ponte redactó su obra en castellano, bien que mezclado con numerosos galleguismos, que se pueden calificar de interferencias lingüísticas, porque no cabe dudar de que su lengua principal debió ser el gallego. No existe, sin embargo, ninguna prueba documental de que hubiera una primitiva redacción en lengua gallega, que fuera luego trasladada al castellano, como a veces se sospecha. Algunos autores sospechan que fue escrita en gallego, siendo esa la verdadera razón de la desaparición del manuscrito del que sólo se conservan las copias citadas que fueron traducidas al copiarlo.

### Título
Los títulos de los manuscritos son diferentes, siendo los más utilizados Relación de las casas antiguas de Galicia y Recuento de las casas antiguas de Galicia, pero en las ediciones impresas domina abrumadoramente el primero. Sin embargo en algunos casos se utilizaron otros, tal Linajes de Galicia, como en el manuscrito custodiado en la biblioteca de la Real Academia de la Historia, en Madrid.

### La obra
El análisis de La Relación muestra que Vasco da Ponte intentó establecer una historia genealógica de las diversas casas nobiliarias de Galicia, sin embargo es una obra inacabada y en la que se presta una mayor atención a ciertos linajes, de las que tal vez tenía noticias más completas. Le faltan noticias de linajes de las provincias de Lugo y Provincia de Orense .Como ya se dijo antes, las fechas son muy escasas, lo que dificulta, en ocasiones, la comprensión correcta de los acontecimientos.
Estructuró su obra por linajes, y para cada una de ellas expone un esquema semejante, que atiende a la ascendencia y posesiones de la familia, hazañas de sus miembros más notorios y valoración de ellos.
Metodológicamente, Vasco da Ponte utilizó casi exclusivamente la fuente oral, y sólo en muy contadas ocasiones, parece que señala algún documento en apoyo de sus afirmaciones, mas siempre de un modo genérico y carente de precisiones mayores, fenómeno que, por otra parte, era corriente entre otros genealogistas y cronistas de la época.
Aunque el autor participa de la mentalidad medieval en el relato de los eventos históricos, que responderían a un designio divino, preludia el paso a la mentalidad humanista que se está difundiendo por la Europa de la época, al introducir el individuo, el ser humano, como dueño de sus actos y motor de la historia que él construye.

## Obras
Se citan sólo las ediciones más importantes de A Relación:
- Vasco de Aponte, Relación de algunas casas y linajes del Reino de Galicia. Ferrol, s.n., 1872, corresponde ao tomo VI da Historia de Galicia de Benito Vicetto, que leva por título "Apéndice General de la Historia de Galicia", e ocupa as páxs. 404-455. Esta obra foi reimpresa en 1979, e a partir dela efectuáronse outras edicións nos séculos XIX e XX, a pesar de que contiña erros.
- Vasco de Aponte, Recuento de las Casas Antiguas del Reino de Galicia. Santiago de Compostela. Junta de Galicia, Consellería de Presidencia. 1986. É unha edición crítica seguindo os parámetros científicos, con introducción, notas e variantes, a cargo de Díaz y Díaz, Manuel; García Oro, José; Vilariño Pintos, Daría; Pardo Gómez, Mª Virtudes; García Piñeiro, Araceli e Oro Trigo, Mª Pilar - ISBN 84-505-3389-9
- Vasco da Ponte, Relación dalgunhas casas e liñaxes do Reino de Galiza. Noia. Editorial Toxosoutos. 2008. Edición de Clodio González Pérez. ISBN 978-84-96673-03-8